# Ignoramus et ignorabimus
Ignoramus et ignorabimus – maksyma w łacinie oznaczająca „nie wiemy i nie będziemy wiedzieć”, sformułowana przez niemieckiego zoologa Emila du Bois-Reymonda, jako podsumowanie jego poglądu, że człowiek ma ograniczone i nieprzekraczalne granice zdolności poznania przyrody. 
Teza ta wygłoszona w wykładzie i często skracana do wyrażenia ignorabimus („wiedzieć nie będziemy”), stała się zarzewiem dyskusji naukowej. W szczególności silnie sprzeciwił się jej (nazywając idiotyczną) matematyk i filozof matematyki David Hilbert przeciwstawiając jej swoją . („Musimy wiedzieć. Będziemy wiedzieć”). Tezę tę omawiał także Wolf Lepenies. 